# Chila (La Rioja)
Chila es una pequeña localidad del departamento General Ángel V. Peñaloza, en el sureste de la provincia de La Rioja, Argentina.
Está ubicada sobre la ruta provincial 30, a unos 5 km al norte de Tama, aproximadamente en la ubicación 30°27′25″S 66°31′55″O / -30.45694, -66.53194.
La localidad cuenta con una escuela de nivel primario y un centro de atención primaria en salud.
Según el último censo de población efectuado en el año 2010, la localidad de Chila tenía 179 habitantes.
En el año 1804, en esta pequeña localidad nació Victoria Romero, esposa del caudillo Ángel Vicente Peñaloza.

## Sitios de interés
- Petroglifos de Chila: Ubicada a poca distancia hacia el sur de Chila, una roca orientada hacia el este muestra una serie de petroglifos o pinturas rupestres asignadas a la cultura olongasta. Representan animales como la taruca o el suri y diseños geométricos.[6]
- Lagunas de Chila: Es un conjunto de cuatro pequeñas lagunas vinculadas entre sí, a las que se accede por una senda que parte de la localidad. El recorrido permite la observación de la flora típica del lugar, por ejemplo algarrobos y quebrachos colorados.[7]